# Chaumont Volley-Ball 52 Haute-Marne
Chaumont Volley-Ball 52 (voluit Chaumont Volley-Ball 52 Haute-Marne) is een Franse volleybalclub, in 1996 opgericht te Chaumont. Ze speelt in de Pro A, de hoogste reeks in de Franse nationale volleybalcompetitie.

## Prestaties op eindrondes
Binnenlandse wedstrijden
- Pro A / Liga A (1)
  - Kampioen: 2017
  - Finalist: 2018, 2019, 2021
- Pro B / Liga B
  - Finalist: 2010, 2012
- Kopje Frankrijk
  - Kampioen: 2022
  - Finalist: 2018, 2019
- Supercup van Frankrijk (2)
  - Kampioen: 2017, 2021

Europese competities
- CEV Challenge Cup
  - Finalist: 2017
- CEV Champions League
  - Beste resultaten: 1/4 in 2019

## Club persoonlijkheden
Presidenten
| List of presidents | List of presidents     |
| ------------------ | ---------------------- |
| 1996–1998          | FRA Martial Guillaume  |
| 1998–2001          | FRA Christian Marcenac |
| 2001               | FRA Chantal Thévenot   |
| 2001–2007          | FRA Gilbert Gléyot     |
| 2007–2009          | FRA Éric Vigneron      |
| 2009–              | FRA Bruno Soirfeck     |

Coaches
| List of coaches | List of coaches                         |
| --------------- | --------------------------------------- |
| 1996–1998       | FRA Dominique Hallart                   |
| 1998–1999       | FRA Roger Valée                         |
| 1999–2000       | FRA Daniel Draghici & Dominique Hallart |
| 2000–2002       | ROU Ion Dobre                           |
| 2002–2004       | FRA Olivier Lardier                     |
| 2004–2009       | FRA/ ROU Pompiliu Dascălu               |
| 2009–2014       | FRA/ SRB Nikola Matijasevic             |
| 2014–2015       | SRB Duško Nikolić                       |
| 2015–           | ITA Silvano Prandi                      |

Beroemde spelers
| - FRA Jonas Aguenier - FRA Romain Vadeleux - FRA Stéphen Boyer - FRA Horacio d'Almeida - FRA José Trèfle - FRA Jérémie Mouiel - FRA Stéphane Tolar - FRA Yannick Bazin - FRA Jean-Philippe Sol - CAN Rudy Verhoeff - CAN Brock Davidiuk - CAN Leo Carroll | - NED Gijs Jorna - POR André Lopes - ESP Israel Rodríguez - POL Bartosz Janeczek - TCH Jiří Cerha - BUL Radostin Stoychev - FIN Antti Siltala - LAT Deniss Petrovs - LAT Hermans Egleskalns - MNE Gojko Ćuk - ROU Laurențiu Lică - ARG Sebastián Closter | - SVK Martin Repák - SVK Matej Pátak - SRB Miloš Terzić - CMR Maliki-Ismaël Moussa - CMR Constant Tchouassi - CMR Nathan Wounembaina - MAR Zakaria Bairi - TUN Wassim Ben Tara - TUN Ghazi Guidara - CUB Javier González Panton - USA Daniel McDonnell - USA Brian Thornton |  |